# Laelaptiella anomala
Laelaptiella anomala är en spindeldjursart som beskrevs av Womersley 1956. Laelaptiella anomala ingår i släktet Laelaptiella och familjen Ologamasidae. Inga underarter finns listade i Catalogue of Life.